# Городское поселение Яхрома
Городское поселение Я́хрома — упразднённое муниципальное образование со статусом городского поселения в Дмитровском районе Московской области Российской Федерации.

## Общие сведения
Образовано согласно Закону Московской области от 28 февраля 2005 года № 74/2005-ОЗ. 19 мая 2018 года упразднено с включением в состав новообразованного Дмитровского городского округа.
Административный центр — город Яхрома.
Глава городского поселения — Дворников Сергей Юрьевич. Адрес администрации: 141840, Московская область, Дмитровский район, г. Яхрома, пл. Генерала Кузнецова, д. 1.

## География
Расположено на юге-западе района. Граничит с Габовским и Синьковским сельскими поселениями, городскими поселениями Дмитров и Деденево, а также с городским поселением Солнечногорск Солнечногорского района. Площадь территории городского поселения составляет 18 468 га (184,68 км²).

## Население
| 2006    | 2007    | 2008    | 2009    | 2010    | 2011    |
| ------- | ------- | ------- | ------- | ------- | ------- |
| 15 335  | ↘14 905 | ↘13 099 | ↗14 988 | ↘14 981 | ↗15 268 |
| 2012    | 2013    | 2014    | 2015    | 2016    | 2017    |
| →15 268 | ↗15 450 | ↗15 470 | ↗15 661 | ↗15 944 | ↗16 201 |
| 2018    |         |         |         |         |         |
| ↗16 245 |         |         |         |         |         |

## Состав
В состав городского поселения входят 38 населённых пунктов упразднённых Астрецовского и Подъячевского сельских округов:
| Вид     | Наименование | Население, чел. (2010) |
| ------- | ------------ | ---------------------- |
| деревня | Андрейково   | 18                     |
| деревня | Арбузово     | 6                      |
| деревня | Астрецово    | 270                    |
| деревня | Борносово    | 18                     |
| деревня | Бортниково   | 0                      |
| деревня | Глухово      | 0                      |
| деревня | Гончарово    | 13                     |
| деревня | Дедлово      | 0                      |
| деревня | Доронино     | 6                      |
| деревня | Елизаветино  | 39                     |
| деревня | Животино     | 57                     |
| деревня | Жуково       | 19                     |
| деревня | Ивлево       | 2                      |
| деревня | Костино      | 0                      |
| деревня | Круглино     | 10                     |
| деревня | Муханки      | 6                      |
| деревня | Мышенки      | 11                     |
| деревня | Новокарцево  | 9                      |
| деревня | Овчино       | 7                      |
| село    | Ольгово      | 268                    |
| село    | Подъячево    | 856                    |
| деревня | Попадьино    | 32                     |
| деревня | Поповка      | 1                      |
| деревня | Сафоново     | 4                      |
| деревня | Селявино     | 3                      |
| деревня | Семенково    | 1                      |
| деревня | Степаново    | 64                     |
| деревня | Титово       | 0                      |
| деревня | Федоровка    | 25                     |
| деревня | Филимоново   | 20                     |
| деревня | Фофаново     | 2                      |
| деревня | Харламово    | 3                      |
| село    | Храброво     | 84                     |
| деревня | Чеприно      | 2                      |
| деревня | Языково      | 11                     |
| деревня | Яковлево     | 16                     |
| деревня | Ярцево       | 15                     |
| город   | Яхрома       | 13 618                 |